# Legión Austríaca
La Legión Austriaca (en alemán: Österreichische Legion) fue un grupo paramilitar nazi fundado en 1933 por nazis austríacos expatriados. Sus miembros, en su mayoría de las Sturmabteilung (SA), fueron entrenados en campos militares en Baviera y luego armados en preparación para una posible invasión de Austria. Operando desde 1933 hasta 1938, la Legión resultó en su mayor parte ineficaz y en algunos casos perjudicial para los intereses de Alemania en Austria.

## Formación
Tras la deportación de Theodor Habicht de Austria en 1932, Habicht trasladó su cuartel general a Baviera para continuar las actividades nazis organizadas en Austria.
El 19 de junio de 1933, el gobierno de Engelbert Dollfuss prohibió el Partido Nazi en Austria. Unos 10.000 nazis huyeron del arresto a Baviera, donde Habicht los organizó en la Legión Austriaca, con base en Dachau. A ellos se sumaron más emigrados tras el fallido golpe de Estado de julio de 1934 y pronto llegaron a superar los 15.000. En Baviera, los expatriados recibieron entrenamiento militar de las Sturmabteilung (SA), las Schutzstaffel (SS) y del ejército y la policía alemanes. También recibieron armas: 10.300 rifles y 360 ametralladoras.
La Legión Austriaca era oficialmente parte del SA-Obergruppe VIII, destinado en Austria.
La Legión se utilizó en la práctica para causar preocupación en el gobierno de Viena por la acción militar de Baviera y para introducir de contrabando propaganda nazi en Austria. En ese momento, la Legión contaba con más de 14.000 miembros y poseía más de 1.500 automóviles y podía llegar a la frontera con Austria en 24 horas. Sin embargo, la amenaza que planteaba la Legión se minimizó cuando se le ordenó entregar sus armas a la Wehrmacht tras la Noche de los cuchillos largos, la purga de las SA por parte de Hitler.

## ElAnschlussy desaparición
Cuando llegó el Anschluss en marzo de 1938, Josef Bürckel, Arthur Seyss-Inquart y Heinrich Himmler impidieron que la Legión participara.
La Legión desfiló por Viena el 2 de abril y fue totalmente disuelta dos semanas después. La mayoría de sus miembros regresaron a Alemania, mientras que los que permanecieron en Austria afrontaron malas perspectivas laborales.

## Impacto
A pesar del enorme apoyo que les brindó Berlín, que en 1935 recibió 24 millones de reichsmark, la Legión Austriaca tuvo un éxito desigual. Sus miembros fueron a menudo objeto de ira para los alemanes y austriacos por su falta de disciplina en su agitación violenta y desacertada, especialmente contra la Iglesia católica. Las actividades de la Legión, que equivalían a terrorismo patrocinado por el Estado en otro Estado soberano, también enfurecieron a Benito Mussolini. El gobierno de Viena empezó a preocuparse menos por la Legión tras su desarme y por los comunicados interceptados que revelaban que se había exagerado su poder de combate.

### Consecuencias geopolíticas
Mussolini aseguró al gobierno de Dollfuss en agosto de 1933 que, en caso de cualquier ataque desde Alemania por parte del gobierno alemán o de la Legión Austriaca, Italia acudiría en ayuda de Austria. Dollfuss, en respuesta, acordó un tratado militar con Italia.

## Miembros destacables
- Alois Brunner
- Karl Adolf Eichmann
- Vinzenz Káiser
- Otto Wächter[11]